# 平成29年台風第18号
平成29年台風第18号（へいせい29ねんたいふうだい18ごう、アジア名：タリム/Talim、命名: フィリピン、意味: 鋭い刃先）は、2017年（平成29年）9月9日に発生し9月18日に温帯低気圧に変化した台風。マリアナ諸島で発生し、北上して鹿児島県垂水市付近に上陸した。その後も高知県、兵庫県に上陸し日本海側に抜けた18日未明に温帯低気圧へと変化した。また、この台風により、台風第18号が6年連続日本の領土に接近または上陸した。

## 台風の動き

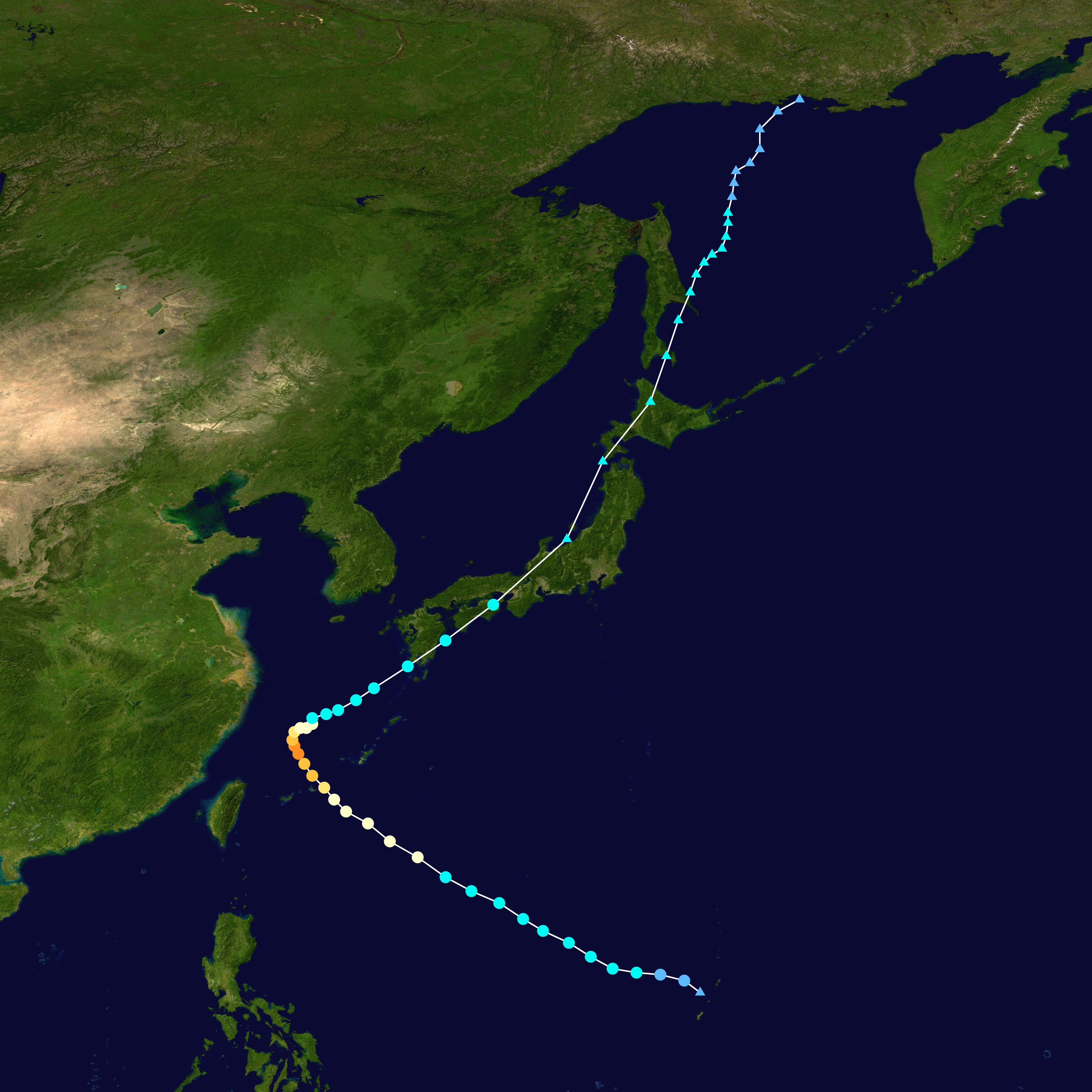
進路図

9月7日21時にマリアナ諸島の東で熱帯低気圧が発生し、合同台風警報センター（JTWC）は熱帯低気圧番号20Wを付番した。20Wは9日21時に北緯15.4度、東経142.9度で台風となり、フィリピンが命名したアジア名タリム（Talim）がつけられた。11日午後にはフィリピンの監視領域に進入し、フィリピン大気地球物理天文局（PAGASA）はフィリピン名ラニー（Lannie）と命名した。
フィリピンの東の海上を進む18号は12日に「強い」勢力となり、暴風域も伴った。13日の午前には先島諸島に接近し、宮古島を暴風域に巻き込んだ後、「非常に強い」勢力となった18号は東シナ海を北上し、ブーメランのように北東方向へ急カーブして進路を九州地方に向けた。秋は太平洋高気圧の勢力が弱まった影響で偏西風が本州付近まで南下する。18号がその偏西風に乗ったため急カーブした。
17日11時半頃、18号は中心気圧975hPa、最大風速30m/sの勢力で鹿児島県薩摩半島付近を通過し、鹿児島湾を経て12時頃に同県垂水市付近に上陸した。17日13時ごろには九州と四国の一部を暴風域に巻き込み、高知県内の複数個所では20m/sを超える最大瞬間風速が観測された。17日16時半頃に高知県西部に再上陸し、四国のほぼ全域が暴風域に入り室戸岬では17日17時42分に最大瞬間風速47.8 m/sを観測した。その後、四国地方・瀬戸内海を横断し、17日22時頃に兵庫県明石市付近に再上陸（3度目の上陸）した。18日03時に暴風域がなくなり、日本海に抜け北緯37.8度、東経138.7度で温帯低気圧に変わった。
当時はこの時点で温帯低気圧に変わっていたと発表されておらず、その後も台風情報が継続して発表されていたため、台風18号は観測史上初めて九州・四国・本州・北海道の本土4島全てに上陸した台風とされた。
。18日10時過ぎに暴風域を伴ったまま北海道の檜山地方に再上陸（台風の状態が継続していたならば4度目の上陸）した。渡島半島を通過し、内浦湾に出たのち、18日12時過ぎに胆振地方西部に再上陸（同5度目の上陸）した。その後北海道を縦断して稚内市付近で宗谷海峡に抜け、ロシアのサハリンに再上陸（同6度目の上陸）した。当初は9月18日21時に同島の北緯47度、東経143度で温帯低気圧に変わったと発表されていた。

## 気象状況

### 大雨

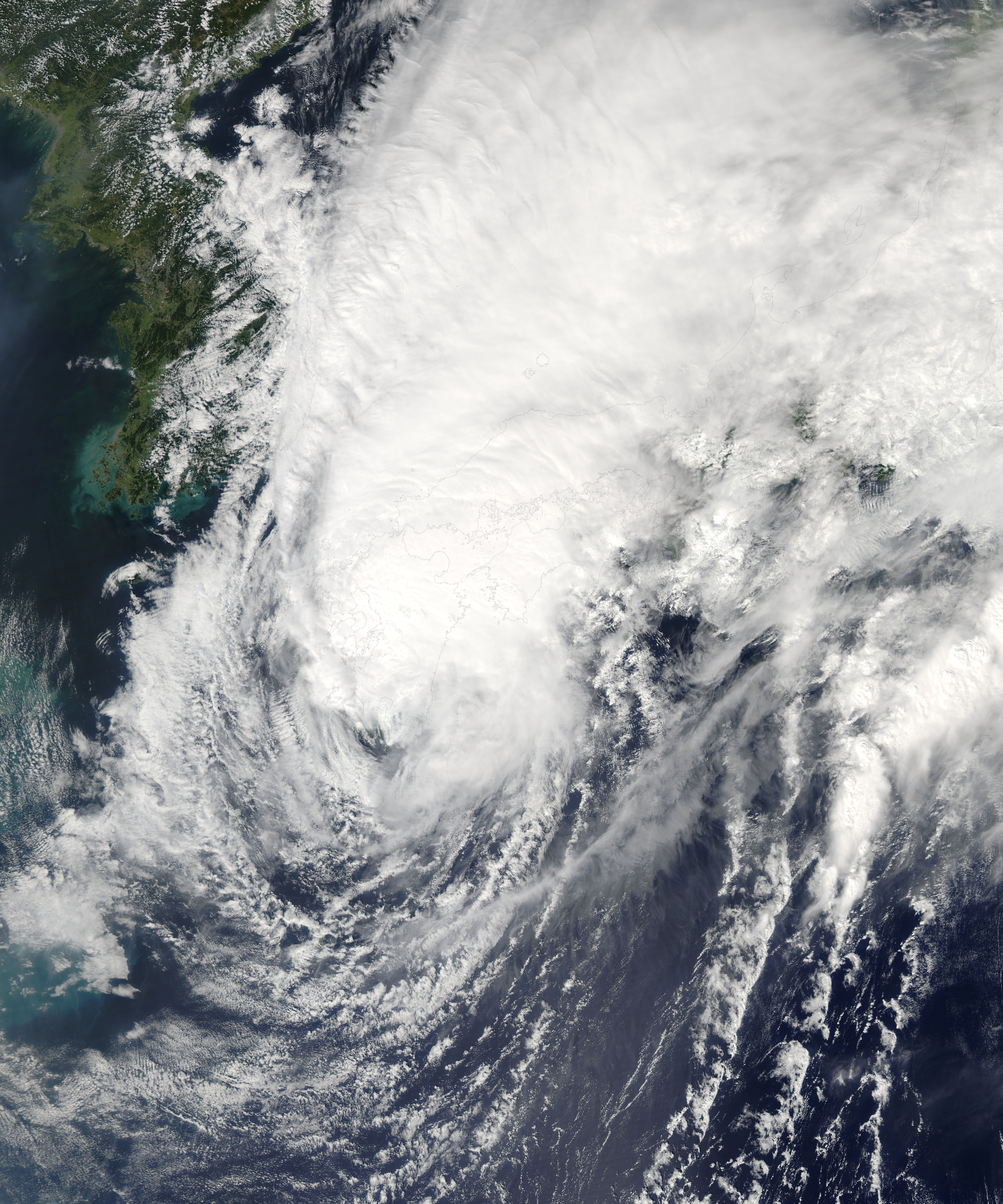
9月17日、九州地方に上陸の台風18号

台風の接近に伴い、北海道や西日本、南西諸島を中心に大雨となり、降り始めからの雨量が沖縄県宮古島や宮崎県で500ミリを超えたところがあった。気象庁は14日未明、宮古島で「50年に1度の記録的な大雨」になっていると発表し、17日には大分県で4回の記録的短時間大雨情報を発表した。
以下の地点では、観測史上1位の記録を更新している。
1時間雨量
北海道大樹町（大樹）：85.0ミリ（18日10時34分まで）
大分県佐伯市（宇目）：89.5ミリ（17日14時17分まで）
大分県佐伯市（佐伯）：84.5ミリ（17日9時6分まで）
宮崎県国富町（国富）：81.5ミリ（17日4時52分まで）
24時間雨量
北海道登別市（カルルス）：316.0ミリ（18日20時30分まで）
愛媛県東温市（上林）：260.5ミリ（18日10時50分まで）
大分県大分市（佐賀関）：335.0ミリ（17日19時10分まで）
宮崎県宮崎市（赤江）：386.0ミリ（16日11時50分まで）
沖縄県宮古島市（城辺）：533.0ミリ（14日6時まで。同市の他2か所でも観測史上1位を更新した）
72時間雨量
大分県大分市（佐賀関）：374.5ミリ（18日4時まで）
宮崎県宮崎市（赤江）：512.0ミリ（17日23時30分まで）
沖縄県宮古島市（城辺）：567.0ミリ（16日1時40分まで。同市の他2か所でも観測史上1位を更新した）

### 暴風
北海道から沖縄県までの広い範囲で風速20メートル以上の非常に強い風が観測された。
最大瞬間風速
青森県八戸市（八戸）：41.7メートル（18日12時4分。観測史上1位を更新）

## 被害・影響

### 被害状況
人的被害
- 死者5人・重傷者14人・軽傷者59人[27]

住家被害
- 全壊5棟・半壊615棟・一部破損804棟[27]
- 床上浸水1553棟・床下浸水5922棟[27]

大分県では17日、大分県中部から県南部の川が多数氾濫した。臼杵市では市街地で冠水し、水防活動の面目で大分県知事から陸上自衛隊第41普通科連隊長へ災害派遣要請が出された（災害派遣は翌18日13時に撤収要請）。津久見市では津久見川と徳浦川で氾濫し、津久見市役所を含め広範囲で浸水した。このほか、大分市・豊後大野市の大野川、佐伯市の番匠川水系井崎川で氾濫が発生し、臼杵市の風成川や佐伯市の門前川でも、氾濫が発生したとみられる。
宮崎県では、宮崎市、国富町、日向市、延岡市で突風被害が発生した。また鹿児島県十島村でも突風被害が発生した。
香川県三豊市では、住宅の裏山が崩れ住人の80代女性が巻き込まれ死亡。高知県四万十町では川に沈んだ車の中で60代の男性が死亡しているのが発見された。高知県四万十市では60代と80代の男性が外出したまま行方不明となり、後日、川岸で2人の遺体が発見された。大分県豊後大野市では70代男性1名が行方不明となり、、後日、遺体が発見された。北海道森町では砂浜で80代の男性の死亡が確認された。高知県、兵庫県、大阪府、京都府、青森県でいずれも風にあおられたことにより転倒、宮崎県では梯子から転落、和歌山県では越波により転倒し、それぞれ骨折する重傷の被害が発生した。大分県の佐伯市や津久見市では一時、住民が孤立した。
住家への被害は全壊5棟、半壊615棟、一部破損804棟、床上浸水1553棟、床下浸水5922棟、非住家への被害は548棟が確認されている。東京都品川区では18日14時25分頃、7階建てビルの外壁に設置されていた工事用の足場が倒壊し、電線に接触し、周辺の約2700戸が一時停電した。

### インフラ
鉄道の被害としては、JR日豊本線の佐伯駅や津久見駅、臼杵駅 で線路が冠水し、このうち津久見駅では線路等が泥で埋まり、道床が流出した。また、徳浦信号場（臼杵駅 - 津久見駅間）で大規模な土砂崩れが発生したほか、3箇所で土砂流入が確認された。また、津久見市では鉄橋の護岸が流されるなどの被害もあった。また、JR豊肥本線でも三重町駅 - 菅尾駅間での土砂流入、菅尾駅 - 犬飼駅間での路盤流出などが確認された。この影響で、特急「九州横断特急」・特急「あそぼーい!」が9月17日から10月1日まで運休となった。12月18日に日豊本線の臼杵駅 - 佐伯駅間が復旧し、特急「にちりん」「にちりんシーガイア」の大分 - 延岡間、特急「ソニック」の大分 - 佐伯間が12月17日まで運休となり代行輸送を行った。また、豪華周遊列車「ななつ星 in 九州」が、12月18日まで日豊本線を経由しないルートに変更となった。
また、四国旅客鉄道（JR四国）予讃線の海岸寺駅 - 詫間駅間で海岸の堤防が損傷した ほか、高松琴平電気鉄道（ことでん）志度線の八栗駅 - 琴電志度駅間でバラスト崩壊が発生した。
WILLER TRAINS（京都丹後鉄道）では宮舞線の栗田駅 - 宮津駅間で土砂流入、宮豊線の網野駅 - 夕日ヶ浦木津温泉駅間で路盤流出が発生した。

### イベント
18号の接近のため、17日に予定されていたJ2リーグ第33節2試合、ロアッソ熊本対アビスパ福岡（えがお健康スタジアム）、愛媛FC対京都サンガF.C.（ニンジニアスタジアム）、およびJ3リーグ第23節1試合、セレッソ大阪U-23対ギラヴァンツ北九州（紀三井寺運動公園陸上競技場。代替試合はヤンマースタジアム長居に変更）が中止、延期。プロ野球では、17日に阪神甲子園球場で開催予定だった阪神タイガース（リーグ2位）対中日ドラゴンズの試合とマツダスタジアムで開催予定だった広島東洋カープ（リーグ1位）対東京ヤクルトスワローズの試合が中止。

### その他
17日23時すぎに愛知県が知多郡美浜町を対象に土砂災害警戒情報の緊急速報メールを配信したが、土砂災害警戒情報が出されていたのは福井県の三方郡美浜町であったと愛知県が発表した。愛知県により配信されたメールの題名は「土砂災害警戒情報 福井県 福井地方気象台共同発表」であったという。